# Amphipyra charon
Amphipyra charon là một loài bướm đêm trong họ Noctuidae.